# Geometria algébrica

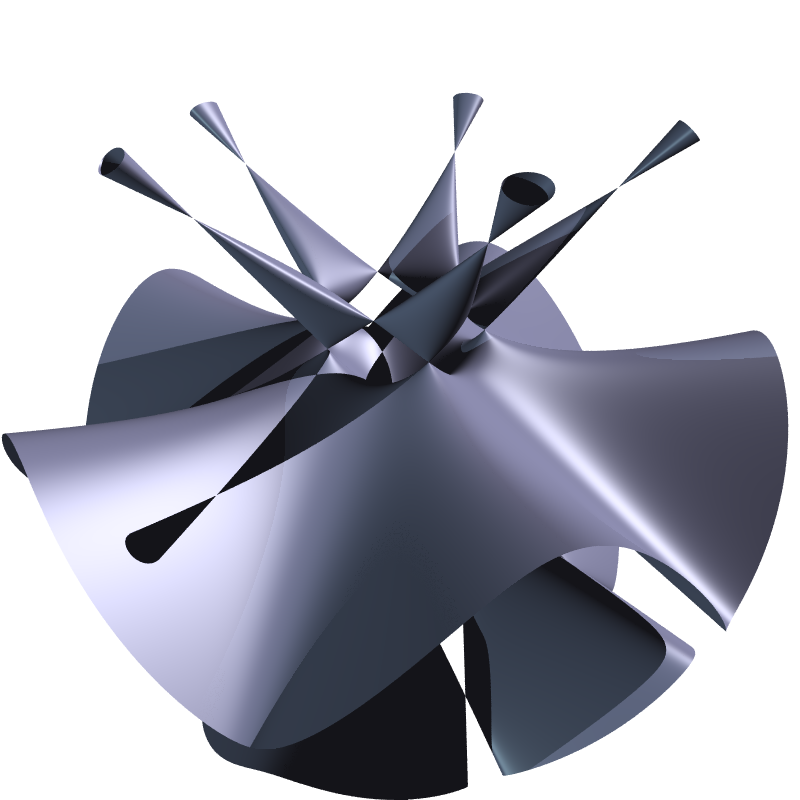
Esta superfície de Togliatti é uma superfície algébrica de grau cinco

A geometria algébrica é uma área da matemática que combina técnicas de álgebra abstrata, especialmente de álgebra comutativa, com a linguagem e os problemas da geometria. Ela ocupa um papel central na matemática moderna e possui várias conexões conceituais com áreas tão diversas quanto análise complexa, topologia e teoria de números. Inicialmente um estudo dos sistemas de equações polinomiais em várias variáveis, o objeto de estudo da geometria algébrica começa onde a resolução de equações termina, e torna-se ainda mais importante compreender as propriedades intrínsecas da totalidade de soluções de um sistema de equações, do que encontrar alguma solução; isso leva a algumas das áreas mais profundas em toda a matemática, tanto conceitualmente quanto em termos  técnicos.
Os objetos de estudo fundamentais em geometria algébrica são as variedades algébricas, manifestações geométricas das soluções de sistemas de equações polinomiais. As curvas algébricas planas, que incluem retas, círculos, parábolas, lemniscatas, e ovais de Cassini, formam uma das classes mais estudadas de variedades algébricas. Um ponto do plano pertence a uma curva algébrica se suas coordenadas satisfazem uma equação polinomial dada. Questões básicas envolvem a posição relativa entre curvas distintas e as relações entre as curvas dadas por equações diferentes.

## História
A geometria algébrica começou principalmente com a escola italiana (Giuseppe Veronese, Gino Fano, Corrado Segre, etc.) nos anos 1910 e 1920. Depois foi elevada a um nível mais abstrato por Kunihiko Kodaira e Donald Spencer, que inventaram a geometria algébrica complexa.
Uma mudança crucial foi a introdução do conceito dos feixes por Jean Leray e depois Roger Godement. Foi Jean-Pierre Serre quem relacionou a geometria algébrica à geometria analítica no seu famoso artigo GAGA (Géometrie Algébrique et Géométrie Analytique) em 1955, generalizando um resultado por Chow. Mas a maior revolução foi a linguagem dos esquemas, no famoso EGA (elementos da geometria algébrica) por Alexander Grothendieck em 1959. O conceito dos esquemas ajudou muito a provar as conjecturas de Weil em 1978 por Pierre Deligne. A linguagem da geometria algébrica também ajudou a provar o último teorema de Fermat (por Andrew Wiles em 1993/1994).
Um caso particular da geometria algébrica é a geometria aritmética que relaciona-a à teoria dos números, e.g. o estudo das curvas elípticas.

## Noções básicas
Mais informações: Variedade algébrica

### Zeros de polinômios simultâneos
Na geometria algébrica clássica, os principais objectos de interesse são os conjuntos desaparecidos de coleções de polinómios, ou seja, o conjunto de todos os pontos que satisfazem simultaneamente uma ou mais equações polinomiais. Por exemplo, uma esfera bidimensional de raio 1 no espaço euclidiano tridimensional R3 poderia ser definida como o conjunto de todos os pontos (x,y,z) com
{\displaystyle {\displaystyle x^{2}+y^{2}+z^{2}-1=0.\,}}
Um círculo "inclinado" em R3 pode ser definido como o conjunto de todos os pontos (x,y,z) que satisfazem as duas equações polinomiais
{\displaystyle {\displaystyle x^{2}+y^{2}+z^{2}-1=0,\,}}
{\displaystyle {\displaystyle x+y+z=0.\,}}

### Variedades afins
Primeiro começamos com um campo k. Na geometria algébrica clássica, este campo foi sempre os números complexos C, mas muitos dos mesmos resultados são verdadeiros se assumirmos apenas que k está algebricamente fechado. Consideramos o espaço afim da dimensão n sobre k, denotado An(k) (ou mais simplesmente An, quando k é claro a partir do contexto). Quando se fixa um sistema de coordenadas, pode-se identificar An(k) com kn. O objetivo de não trabalhar com kn é enfatizar que se "esquece" a estrutura do espaço vectorial que kn transporta.
Uma função f : An → A1é dita polinomial (ou regular) se puder ser escrito como um polinômio, ou seja, se houver um polinômio p em k[x1,...,xn] tal que f(M) = p(t1,...,tn) para cada ponto M com coordenadas (t1,...,tn) em An. A propriedade de uma função de ser polinomial (ou regular) não depende da escolha de um sistema de coordenadas em An.
Quando se escolhe um sistema de coordenadas, as funções regulares no espaço afim podem ser identificadas com o anel de função polinomial em n variáveis sobre k. Portanto, o conjunto das funções regulares em An é um anel, que é denotado k[An].
Dizemos que um polinómio desaparece num ponto se a sua avaliação nesse ponto der zero. Que S seja um conjunto de polinômios em k[An]. O conjunto de desaparição de S (ou locus de desaparição ou conjunto zero) é o conjunto V(S) de todos os pontos em An, onde cada polinómio em S desaparece. Simbolicamente,
{\displaystyle {\displaystyle V(S)=\{(t_{1},\dots ,t_{n})\mid p(t_{1},\dots ,t_{n})=0{\text{ para todo }}p\in S\}.\,}}
Um subconjunto de An que é V(S), para algum S, é chamado um conjunto algébrico. O V representa a variedade (um tipo específico de conjunto algébrico a ser definido abaixo).
Dado um subconjunto U de An, é possível recuperar o conjunto de polinômios que o geram? Se U é qualquer subconjunto de An, defina I(U) para ser o conjunto de todos os polinômios cujo conjunto desaparecido contém U. O I representa o ideal: se dois polinómios f e g desaparecem em U, então f+g desaparece em U, e se h é qualquer polinômio, então hf desaparece em U, então I(U) é sempre um ideal do anel polinomial k[An].
Duas questões naturais a colocar são:
- Dado um subconjunto U de An, quando é U = V(I(U))?

- Dado um conjunto S de polinômios, quando é S = I(V(S))?

A resposta à primeira pergunta é dada pela introdução da topologia Zariski, uma topologia sobre An cujos conjuntos fechados são os conjuntos algébricos, e que reflete diretamente a estrutura algébrica de k[An]. Depois U = V(I(U)) se e só se U for um conjunto algébrico ou equivalente a um conjunto Zariski fechado. 
A resposta à segunda pergunta é dada por Hilbert's Nullstellensatz. Numa das suas formas, diz que I(V(S)) é o radical do ideal gerado por S. Em linguagem mais abstrata, existe uma conexão Galois, dando origem a dois operadores de fecho; eles podem ser identificados, e naturalmente desempenham um papel básico na teoria; o exemplo é elaborado na ligação Galois.
Por várias razões, podemos nem sempre querer trabalhar com todo o ideal correspondente a um conjunto algébrico do teorema de base de U. Hilbert implica que os ideais em k[An] são sempre finitamente gerados.
Um conjunto algébrico é chamado irredutível se não puder ser escrito como a união de dois conjuntos algébricos mais pequenos. Qualquer conjunto algébrico é uma união finita de conjuntos algébricos irredutíveis e esta decomposição é única. Assim, os seus elementos são chamados os componentes irredutíveis do conjunto algébrico. Um conjunto algébrico irredutível é também chamado de variedade. Acontece que um conjunto algébrico é uma variedade se e só se puder ser definido como o conjunto em vias de extinção de um ideal primordial do anel polinomial.
Alguns autores não fazem uma distinção clara entre conjuntos algébricos e variedades e usam variedade irredutível para fazer a distinção quando necessário.

### Funções regulares
Tal como as funções contínuas são os mapas naturais em espaços topológicos e as funções suaves são os mapas naturais em múltiplos diferenciáveis, existe uma classe natural de funções num conjunto algébrico, chamadas funções regulares ou funções polinomiais. Uma função regular num conjunto algébrico V contida em An é a restrição a V de uma função regular em An. Para um conjunto algébrico definido no campo dos números complexos, as funções regulares são suaves e até analíticas.
Pode parecer anormalmente restritivo exigir que uma função regular se estenda sempre ao espaço ambiente, mas é muito semelhante à situação num espaço topológico normal, onde o teorema da extensão de Tietze garante que uma função contínua num subconjunto fechado se estende sempre ao espaço topológico ambiente.
Tal como com as funções regulares no espaço afim, as funções regulares em V formam um anel, que denotamos por k[V]. Este anel é chamado o anel de coordenadas de V.
Uma vez que as funções regulares em V vêm de funções regulares em An, existe uma relação entre os anéis de coordenadas. Especificamente, se uma função regular em V é a restrição de duas funções f e g em k[An], então f - g é uma função polinomial que é nula em V e, portanto, pertence a I(V). Assim k[V] pode ser identificado com k[An]/I(V).